# Josefa Francisca Valverde

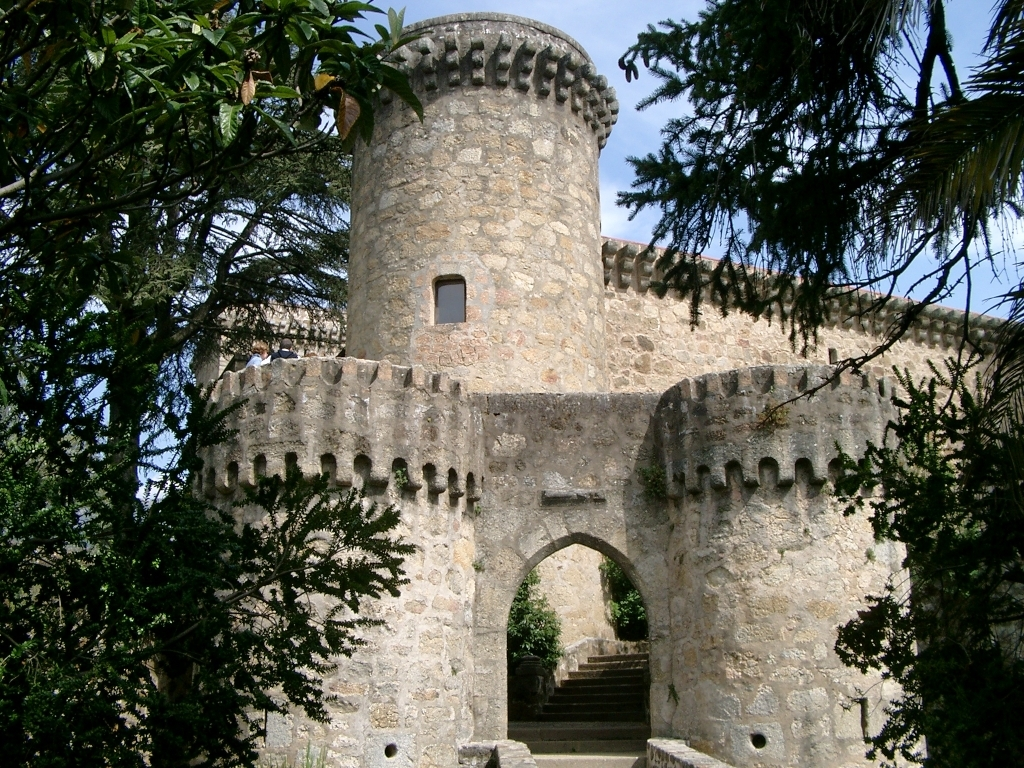
Castillo de los Condes de Oropesa. Jarandilla (Cáceres), antepasados de Josefa Francisca Valverde.

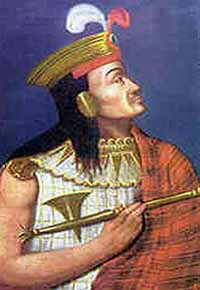
Emperador Inca Atahualpa, antepasado de Josefa Francisca Valverde.

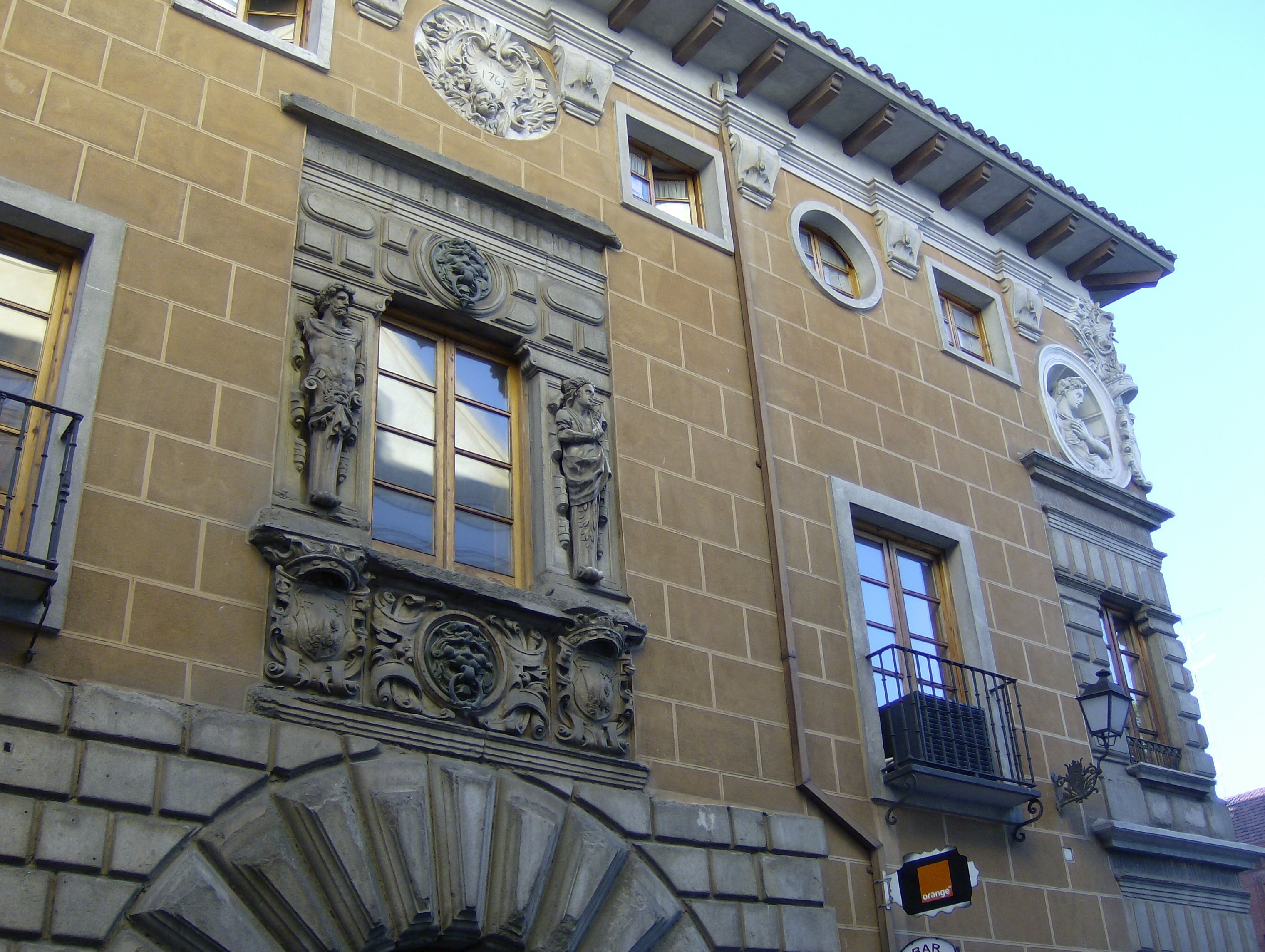
Palacio de los Valverde, en Valladolid (España).

Josefa Francisca de Valverde Ampuero y Costilla, condesa consorte de las Lagunas, (Lima, * 1710 - † 1784) fue un personaje influyente en la política y en la sociedad del Perú en el siglo XVIII.
Era hija de Francisco Tomás de Valverde y Ampuero, y de Constanza Costilla Valverde, hija del II marqués de San Juan de Buenavista.
Su padre Francisco Tomás de Valverde y Ampuero era chozno de Inés Huaylas Yupanqui, hermana del inca Atahualpa, hijos ambos del inca Huayna Cápac.
Intervino, junto con su marido, Simón Ontañón Ximenez de Lobatón, II conde de las Lagunas, en los acontecimientos políticos que llevaron al Virreinato del Perú a la Independencia en 1821, siendo el conde de las Lagunas, el que firmó, junto con el general José de San Martín, el Acta de Independencia el 15 de julio de 1821.
Anteriormente a la independencia de 1821, su hermano, el capitán Manuel de Valverde Ampuero y las Infantas, casado con la heredera del condado de Villaminaya, fue propuesto como jefe de una restaurada monarquía incaica durante el alzamiento cusqueño de 1805 al ser chozno de Inés Huaylas, hija del inca Huayna Cápac y hermana del inca Atahualpa.

## Orígenes
El antepasado de su padre, Francisco de Valverde y Álvarez de Toledo, sobrino del conde de Oropesa, era también hermano de fray Vicente de Valverde y padre de Francisco de Valverde y Montalvo. Ambos acompañaron a su pariente Francisco Pizarro, en la conquista del Perú, bautizando fray Vicente Valverde, entre otros, al emperador inca Atahualpa, siendo el primer Obispo del Cusco, y por tanto el primer Obispo de aquellas tierras hispanas. El Obispado del Cusco se extendía desde Centroamérica hasta Tierra del Fuego.
Un biznieto de Francisco de Valverde y Álvarez de Toledo, fue Francisco de Valverde Contreras-Ulloa que casó con Ana Isabel de Ampuero y González de Arbulo, bisnieta de Inés Huaylas Yupanqui. Esta Inés Huaylas Yupanqui, nombre que recibió al ser bautizada, era la princesa Quique Sisa, hija del inca Huayna Cápac y hermana de los también incas, Atahualpa y Huascar. Tuvieron un hijo llamado Francisco Tomás de Valverde Ampuero Contreras-Ulloa y González de Arbulo, descendiente por tanto del inca Huayna Cápac. Éste Francisco Tomás de Valverde Ampuero casó con Constanza Costilla Cartagena y Mioño, padres de Josefa Francisca de Valverde Costilla y Ampuero Mioño.

## Biografía
Josefa Francisca de Valverde y Costilla unió en su persona las ricas y extensas propiedades de los hacendados De Valverde y de los Costilla, pasando a ser una de las fortunas más grandes del Perú. Nació en 1710, como la segunda de los cuatro hijos del matrimonio de Francisco Tomás de Valverde Ampuero y Constanza Costilla Cartagena y Mioño.
El 30 de agosto de 1731, se casó con Simón Ontañón Ximenez de Lobatón, II conde de las Lagunas, quien fue regente del Tribunal Mayor de Cuentas de Lima, mediante matrimonio religioso celebrado en la iglesia parroquial de Lampa, en la ciudad de Lima.
Josefa Francisca de Valverde, junto con su esposo, el II conde de las Lagunas intervinieron ampliamente en la política virreinal y fueron determinantes en los acontecimientos que dieron lugar, más tarde, a la independencia del Perú, siendo el II Conde de Las Lagunas el que firmó, junto al general José de San Martín el Acta de Independencia del Perú, el 15 de julio de 1821.
Anteriormente a la independencia de 1821, el capitán Manuel de Valverde Ampuero y las Infantas, casado con la heredera del condado de Villaminaya, fue propuesto como jefe de una restaurada monarquía incaica durante el alzamiento cusqueño de 1805 al ser descendiente de Inés Huaylas, hija del emperador Huayna Cápac y hermana del inca Atahualpa.
Estos Valverde y Costilla mediante alianzas matrimoniales habían emparentado ya con la Casa de Mendoza a mediados del siglo XVII, habiendo obtenido, por parte del Rey Carlos II de España (14 de abril de 1671), la concesión del Marquesado de San Juan de Buenavista.

## Descendientes
El único hijo de Josefa Francisca Valverde y de Simón de Ontañón del que se tiene documentación histórica fue su sucesora en el título, su hija:
María Nicolasa Ontañón Valverde, (1740-1808), III condesa de las Lagunas, que casó con Pablo Felipe Vasques de Velasco y Bernaldo de Quirós.
Otros descendientes de Josefa de Valverde y Ampuero Costilla, fueron entre otros:
- El actual conde de las Lagunas y marqués de Torrebermeja, Fernando de Trazegnies Granda, notable historiador y ex Canciller del Perú.

## Árbol genealógico
|  |                                                                              |  |  |  |  |  |  |  |  |  |  |  |  |  |  |  |
|  | 16. Francisco de Valverde y Montalvo                                         |  |  |  |  |  |  |  |  |  |  |  |  |  |  |  |
|  |                                                                              |  |  |  |  |  |  |  |  |  |  |  |  |  |  |  |
|  |                                                                              |  |  |  |  |  |  |  |  |  |  |  |  |  |  |  |
|  | 8. Francisco de Valverde y Maldonado                                         |  |  |  |  |  |  |  |  |  |  |  |  |  |  |  |
|  |                                                                              |  |  |  |  |  |  |  |  |  |  |  |  |  |  |  |
|  |                                                                              |  |  |  |  |  |  |  |  |  |  |  |  |  |  |  |
|  | 17. Bernandina de la Cuba Maldonado                                          |  |  |  |  |  |  |  |  |  |  |  |  |  |  |  |
|  |                                                                              |  |  |  |  |  |  |  |  |  |  |  |  |  |  |  |
|  |                                                                              |  |  |  |  |  |  |  |  |  |  |  |  |  |  |  |
|  | 4. Francisco de Valverde Contreras-Ulloa                                     |  |  |  |  |  |  |  |  |  |  |  |  |  |  |  |
|  |                                                                              |  |  |  |  |  |  |  |  |  |  |  |  |  |  |  |
|  |                                                                              |  |  |  |  |  |  |  |  |  |  |  |  |  |  |  |
|  | 18. Vasco Arias de Contreras                                                 |  |  |  |  |  |  |  |  |  |  |  |  |  |  |  |
|  |                                                                              |  |  |  |  |  |  |  |  |  |  |  |  |  |  |  |
|  |                                                                              |  |  |  |  |  |  |  |  |  |  |  |  |  |  |  |
|  | 9. Melchora Arias de Contreras y Ulloa                                       |  |  |  |  |  |  |  |  |  |  |  |  |  |  |  |
|  |                                                                              |  |  |  |  |  |  |  |  |  |  |  |  |  |  |  |
|  |                                                                              |  |  |  |  |  |  |  |  |  |  |  |  |  |  |  |
|  | 19. Teresa de Ulloa y Menda                                                  |  |  |  |  |  |  |  |  |  |  |  |  |  |  |  |
|  |                                                                              |  |  |  |  |  |  |  |  |  |  |  |  |  |  |  |
|  |                                                                              |  |  |  |  |  |  |  |  |  |  |  |  |  |  |  |
|  | 2. Francisco Tomás de Valverde y Ampuero                                     |  |  |  |  |  |  |  |  |  |  |  |  |  |  |  |
|  |                                                                              |  |  |  |  |  |  |  |  |  |  |  |  |  |  |  |
|  |                                                                              |  |  |  |  |  |  |  |  |  |  |  |  |  |  |  |
|  | 20. Vicente de Ampuero Huaylas Yupanqui y Ampuero                            |  |  |  |  |  |  |  |  |  |  |  |  |  |  |  |
|  |                                                                              |  |  |  |  |  |  |  |  |  |  |  |  |  |  |  |
|  |                                                                              |  |  |  |  |  |  |  |  |  |  |  |  |  |  |  |
|  | 10. Cristóbal de Ampuero y Dávalos                                           |  |  |  |  |  |  |  |  |  |  |  |  |  |  |  |
|  |                                                                              |  |  |  |  |  |  |  |  |  |  |  |  |  |  |  |
|  |                                                                              |  |  |  |  |  |  |  |  |  |  |  |  |  |  |  |
|  | 21. Jerónima Dávalos de Ribera                                               |  |  |  |  |  |  |  |  |  |  |  |  |  |  |  |
|  |                                                                              |  |  |  |  |  |  |  |  |  |  |  |  |  |  |  |
|  |                                                                              |  |  |  |  |  |  |  |  |  |  |  |  |  |  |  |
|  | 5. Ana Isabel de Ampuero y González de Arbulo                                |  |  |  |  |  |  |  |  |  |  |  |  |  |  |  |
|  |                                                                              |  |  |  |  |  |  |  |  |  |  |  |  |  |  |  |
|  |                                                                              |  |  |  |  |  |  |  |  |  |  |  |  |  |  |  |
|  | 22. Hernando González de Arbulo                                              |  |  |  |  |  |  |  |  |  |  |  |  |  |  |  |
|  |                                                                              |  |  |  |  |  |  |  |  |  |  |  |  |  |  |  |
|  |                                                                              |  |  |  |  |  |  |  |  |  |  |  |  |  |  |  |
|  | 11. María Ignacia González de Arbulo y Baca                                  |  |  |  |  |  |  |  |  |  |  |  |  |  |  |  |
|  |                                                                              |  |  |  |  |  |  |  |  |  |  |  |  |  |  |  |
|  |                                                                              |  |  |  |  |  |  |  |  |  |  |  |  |  |  |  |
|  | 23. Isabel de Baca                                                           |  |  |  |  |  |  |  |  |  |  |  |  |  |  |  |
|  |                                                                              |  |  |  |  |  |  |  |  |  |  |  |  |  |  |  |
|  |                                                                              |  |  |  |  |  |  |  |  |  |  |  |  |  |  |  |
|  | 1. Josefa Francisca de Valverde y Costilla                                   |  |  |  |  |  |  |  |  |  |  |  |  |  |  |  |
|  |                                                                              |  |  |  |  |  |  |  |  |  |  |  |  |  |  |  |
|  |                                                                              |  |  |  |  |  |  |  |  |  |  |  |  |  |  |  |
|  | 24. Jerónimo de Costilla y García Gallinato                                  |  |  |  |  |  |  |  |  |  |  |  |  |  |  |  |
|  |                                                                              |  |  |  |  |  |  |  |  |  |  |  |  |  |  |  |
|  |                                                                              |  |  |  |  |  |  |  |  |  |  |  |  |  |  |  |
|  | 12. Jerónimo de Costilla y Gallinato                                         |  |  |  |  |  |  |  |  |  |  |  |  |  |  |  |
|  |                                                                              |  |  |  |  |  |  |  |  |  |  |  |  |  |  |  |
|  |                                                                              |  |  |  |  |  |  |  |  |  |  |  |  |  |  |  |
|  | 25. María de Riberos y Estrada                                               |  |  |  |  |  |  |  |  |  |  |  |  |  |  |  |
|  |                                                                              |  |  |  |  |  |  |  |  |  |  |  |  |  |  |  |
|  |                                                                              |  |  |  |  |  |  |  |  |  |  |  |  |  |  |  |
|  | 6. Pablo Costilla Gallinato y Valverde, II marqués de San Juan de Buenavista |  |  |  |  |  |  |  |  |  |  |  |  |  |  |  |
|  |                                                                              |  |  |  |  |  |  |  |  |  |  |  |  |  |  |  |
|  |                                                                              |  |  |  |  |  |  |  |  |  |  |  |  |  |  |  |
|  | 26. Francisco de Valverde y Montalvo (=16)                                   |  |  |  |  |  |  |  |  |  |  |  |  |  |  |  |
|  |                                                                              |  |  |  |  |  |  |  |  |  |  |  |  |  |  |  |
|  |                                                                              |  |  |  |  |  |  |  |  |  |  |  |  |  |  |  |
|  | 13. Constanza de Valverde Montalvo y Maldonado                               |  |  |  |  |  |  |  |  |  |  |  |  |  |  |  |
|  |                                                                              |  |  |  |  |  |  |  |  |  |  |  |  |  |  |  |
|  |                                                                              |  |  |  |  |  |  |  |  |  |  |  |  |  |  |  |
|  | 27. Bernandina de la Cuba Maldonado (=17)                                    |  |  |  |  |  |  |  |  |  |  |  |  |  |  |  |
|  |                                                                              |  |  |  |  |  |  |  |  |  |  |  |  |  |  |  |
|  |                                                                              |  |  |  |  |  |  |  |  |  |  |  |  |  |  |  |
|  | 3. Constanza Costilla Valverde y Cartagena Mioño                             |  |  |  |  |  |  |  |  |  |  |  |  |  |  |  |
|  |                                                                              |  |  |  |  |  |  |  |  |  |  |  |  |  |  |  |
|  |                                                                              |  |  |  |  |  |  |  |  |  |  |  |  |  |  |  |
|  | 28. Fernando de Cartagena y Santa Cruz                                       |  |  |  |  |  |  |  |  |  |  |  |  |  |  |  |
|  |                                                                              |  |  |  |  |  |  |  |  |  |  |  |  |  |  |  |
|  |                                                                              |  |  |  |  |  |  |  |  |  |  |  |  |  |  |  |
|  | 14. Cristóbal de Cartagena Vela y Acuña                                      |  |  |  |  |  |  |  |  |  |  |  |  |  |  |  |
|  |                                                                              |  |  |  |  |  |  |  |  |  |  |  |  |  |  |  |
|  |                                                                              |  |  |  |  |  |  |  |  |  |  |  |  |  |  |  |
|  | 29. Lucía Vela de Acuña y Castilla                                           |  |  |  |  |  |  |  |  |  |  |  |  |  |  |  |
|  |                                                                              |  |  |  |  |  |  |  |  |  |  |  |  |  |  |  |
|  |                                                                              |  |  |  |  |  |  |  |  |  |  |  |  |  |  |  |
|  | 7. María Cartagena de Vela y Mioño                                           |  |  |  |  |  |  |  |  |  |  |  |  |  |  |  |
|  |                                                                              |  |  |  |  |  |  |  |  |  |  |  |  |  |  |  |
|  |                                                                              |  |  |  |  |  |  |  |  |  |  |  |  |  |  |  |
|  | 30. Antonio Mioño de Salcedo García de la Torre                              |  |  |  |  |  |  |  |  |  |  |  |  |  |  |  |
|  |                                                                              |  |  |  |  |  |  |  |  |  |  |  |  |  |  |  |
|  |                                                                              |  |  |  |  |  |  |  |  |  |  |  |  |  |  |  |
|  | 15. Juana Mioño de la Cueva                                                  |  |  |  |  |  |  |  |  |  |  |  |  |  |  |  |
|  |                                                                              |  |  |  |  |  |  |  |  |  |  |  |  |  |  |  |
|  |                                                                              |  |  |  |  |  |  |  |  |  |  |  |  |  |  |  |
|  | 31. María de la Cueva Herrera                                                |  |  |  |  |  |  |  |  |  |  |  |  |  |  |  |
|  |                                                                              |  |  |  |  |  |  |  |  |  |  |  |  |  |  |  |
|  |                                                                              |  |  |  |  |  |  |  |  |  |  |  |  |  |  |  |